# Севиче
Севи́че (себиче, исп. ceviche, cebiche, seviche или sebiche) — блюдо из рыбы или морепродуктов, родиной которого считается Перу. Блюдо возникло ещё до завоевания конкистадорами и позже получило распространение в кухнях многих латиноамериканских стран, хотя рецепты могут значительно разниться. Например, в Колумбии при приготовлении блюда используется томатная паста или кетчуп.
Оригинальный рецепт севиче представляет собой мелко нарезанную сырую рыбу различных сортов, маринованную в течение 15 минут в соке лайма. После этого к рыбе добавляют нарезанный кольцами красный репчатый лук и иногда рокото (острый перец из Перу). За счёт содержания лимонной кислоты в соке лайма происходит денатурация белков, содержащихся в рыбе.
Рецепт может варьироваться в зависимости от страны или региона. Так, к рыбе иногда добавляют различные морепродукты, в этом случае блюдо получает название «ассорти севиче» (исп. ceviche mixto). Если рыба и моллюски используются в сыром виде, то остальные морепродукты (осьминоги, кальмары и другие) предварительно отвариваются. Одними из самых распространённых вариантов являются ceviche de conchas negras — севиче с чёрными гребешками, ceviche de ostras — севиче с устрицами, а также ceviche con camarones — севиче из креветок. Другими ингредиентами являются стебли сельдерея, кинза, перец чили.
В Перу севиче обычно подают с бататом, поджаренной кукурузой или маниоком, в Эквадоре в качестве гарнира возможны также рис или чипсы из бананов-плантанов или воздушная кукуруза. Как отдельное блюдо под названием «молоко тигра» также подается маринад из-под севиче, якобы имеющий свойства афродизиака.
В 2013 году в столице Перу Лиме открылся памятник севиче.